# Брегово (община)
Вижте пояснителната страница за други значения на Брегово.
Община Брѐгово се намира в Северозападна България и е една от съставните общини на област Видин. Тя е най-северната българска община.

## География

### Географско положение, граници, големина
Общината е разположена в най-северната част на Област Видин. С площта си от 179,223 km2 заема 10-о, предпоследно място сред 11-те общините на областта, което съставлява 5,87% от територията на областта. Границите ѝ са следните:
- на изток – община Ново село;
- на юг – община Видин;
- на югозапад – община Бойница;
- на запад – Република Сърбия;
- на север – Румъния.

### Релеф, води

#### Релеф
Релефът на общината е предимно равнинен и слабо хълмист. Територията ѝ попада в най-северозападната част на Западната Дунавска равнина. По-голямата, северна част се заема от северозападната част на обширната Бреговско-Новоселска низина и тук, югоизточно от с. Връв, на брега на река Дунав се намира най-ниската ѝ точка с надморска височина 29 m. Южната част на общината е заета от северните разклонения на хълмистата област Бачията, като тук, югозападно от с. Делейна, на границата с община Бойница се намира най-високата ѝ точка – връх Божорна (261 m). На югоизток, южно от село Гъмзово попадат части от ниските Винаровски височини – 233 m.

#### Води
Основна водна артерия в община Брегово е участък от река Дунав на протежение от 10 km – от km 836 до km 846 . На северозапад, по границата с Република Сърбия преминава част от най-долното течение на река Тимок, десен приток на Дунав, и в устието на Тимок се намира най-северната точка на България. В южната част на общината през хълмистата местност Бачията, от запад на изток преминава част от горното и цялото средно течение на Делейнска река.

## Населени места в община Брегово
| Населено място                                                         | Преброяване (от септември 2021) | По настоящ адрес (ГРАО от 15 септември 2024) | Площ (km²) | Гъстота (д/km²) | Надморска височнина (м) |
| ---------------------------------------------------------------------- | ------------------------------- | -------------------------------------------- | ---------- | --------------- | ----------------------- |
| Балей                                                                  | 302                             | 328                                          | 10,445     | 31.4            | 46                      |
| Брегово                                                                | 1794                            | 2132                                         | 46,476     | 45.87           | 52                      |
| Връв                                                                   | 236                             | 264                                          | 22,823     | 11.57           | 50                      |
| Гъмзово (Гънзово)                                                      | 515                             | 550                                          | 22,980     | 23.93           | 140                     |
| Делейна                                                                | 209                             | 191                                          | 19,718     | 9.69            | 148                     |
| Калина (Чорокалина)                                                    | 38                              | 28                                           | 2,414      | 11.6            | 100                     |
| Косово                                                                 | 232                             | 272                                          | 15,673     | 17.35           | 108                     |
| Куделин (Влашка Раковица)                                              | 229                             | 201                                          | 7,556      | 26.6            | 47                      |
| Ракитница                                                              | 302                             | 317                                          | 16,338     | 19.4            | 67                      |
| Тияновци                                                               | 69                              | 101                                          | 14,800     | 6.82            | 124                     |
| Общо за общината:                                                      | 3926                            | 4384                                         | 179,223    | 25.29           |                         |
| Населените места с кмет, са със зелен фон, а тези без кметство с жълт. |                                 |                                              |            |                 |                         |

### Административно-териториални промени
- МЗ № 2820/обн. 14 август 1934 г. – преименува с. Гънзово на с. Гъмзово;

– преименува с. Чорокалина на с. Калина;
– преименува с. Влашка Раковица на с. Куделин;
- Указ № 546/обн. 15 септември 1964 г. – признава с. Брегово за с.гр.т. Брегово;
- Указ № 757/обн. 8 май 1971 г. – заличава с. Ракитница и го присъединява като квартал на с.гр.т. Брегово;
- Указ № 1942/обн. 17 септември 1974 г. – признава с.гр.т. Брегово за гр. Брегово;
- Указ № 970/обн. ДВ бр. 27/4 април 1986 г. – отдела кв. Ракитница от гр. Брегово и го признава за с. Ракитница.

## Население
| Община Брегово                                | Община Брегово | Община Брегово | Община Брегово | Община Брегово | Община Брегово | Община Брегово | Община Брегово | Община Брегово | Община Брегово | Община Брегово | Община Брегово |
| --------------------------------------------- | -------------- | -------------- | -------------- | -------------- | -------------- | -------------- | -------------- | -------------- | -------------- | -------------- | -------------- |
| Година                                        | 1934           | 1946           | 1956           | 1965           | 1975           | 1985           | 1992           | 2001           | 2011           | 2021           |                |
| Население                                     | 16313          | 15767          | 14603          | 13184          | 12144          | 10269          | 9181           | 7515           | 5514           | 3926           |                |
| Източници: Национален Статистически Институт, |                |                |                |                |                |                |                |                |                |                |                |

### Население по възрастови групи
| Население по възрастови групи към септември 2021 година | Население по възрастови групи към септември 2021 година | Население по възрастови групи към септември 2021 година | Население по възрастови групи към септември 2021 година | Население по възрастови групи към септември 2021 година | Население по възрастови групи към септември 2021 година | Население по възрастови групи към септември 2021 година | Население по възрастови групи към септември 2021 година | Население по възрастови групи към септември 2021 година | Население по възрастови групи към септември 2021 година | Население по възрастови групи към септември 2021 година | Население по възрастови групи към септември 2021 година | Население по възрастови групи към септември 2021 година | Население по възрастови групи към септември 2021 година | Население по възрастови групи към септември 2021 година | Население по възрастови групи към септември 2021 година | Население по възрастови групи към септември 2021 година | Население по възрастови групи към септември 2021 година | Население по възрастови групи към септември 2021 година |
| ------------------------------------------------------- | ------------------------------------------------------- | ------------------------------------------------------- | ------------------------------------------------------- | ------------------------------------------------------- | ------------------------------------------------------- | ------------------------------------------------------- | ------------------------------------------------------- | ------------------------------------------------------- | ------------------------------------------------------- | ------------------------------------------------------- | ------------------------------------------------------- | ------------------------------------------------------- | ------------------------------------------------------- | ------------------------------------------------------- | ------------------------------------------------------- | ------------------------------------------------------- | ------------------------------------------------------- | ------------------------------------------------------- |
| Общо                                                    | 0 – 4                                                   | 5 – 9                                                   | 10 – 14                                                 | 15 – 19                                                 | 20 – 24                                                 | 25 – 29                                                 | 30 – 34                                                 | 35 – 39                                                 | 40 – 44                                                 | 45 – 49                                                 | 50 – 54                                                 | 55 – 59                                                 | 60 – 64                                                 | 65 – 69                                                 | 70 – 74                                                 | 75 – 79                                                 | 80 – 84                                                 | 85+                                                     |
| 3926                                                    | 115                                                     | 118                                                     | 107                                                     | 137                                                     | 113                                                     | 130                                                     | 165                                                     | 158                                                     | 207                                                     | 265                                                     | 282                                                     | 261                                                     | 322                                                     | 396                                                     | 458                                                     | 351                                                     | 191                                                     | 150                                                     |

### Етнически състав
| Етноси в община Брегово (2011) | Етноси в община Брегово (2011) | Етноси в община Брегово (2011) | Етноси в община Брегово (2011) | Етноси в община Брегово (2011) |
| ------------------------------ | ------------------------------ | ------------------------------ | ------------------------------ | ------------------------------ |
| Етническа група                |                                |                                | процент                        |                                |
| българи                        | българи                        |                                | 95.37%                         | 95.37%                         |
| цигани                         | цигани                         |                                | 2.82%                          | 2.82%                          |
| други и неопределени           | други и неопределени           |                                | 1.82%                          | 1.82%                          |

Етническа група от общо 5397 самоопределили се (към 2011 година):
- българи: 5147
- цигани: 152
- други: 66
- неопределени: 32

## Политика
- 2019 – Илиян Илиев Бърсанов (ГЕРБ) печели на втори тур с 52,79% срещу Милчо Лалов Въков (БСП) с 45,65%.
- 2015 – Милчо Лалов Въков (БСП) печели на първи тур с 51,22% срещу Ивайло Василев Гюров (ГЕРБ, РБ, АБВ, БДЦ, НФСБ) с 48,78%.
- 2011 – Милчо Лалов Въков (БСП) печели на първи тур с 55,18% срещу Александър Филчев Матеев (ГЕРБ) с 23,86%.
- 2007 – Милчо Лалов Въков (БСП) печели на първи тур с 54,82% срещу Александър Филчев Матеев (ГЕРБ, СДС и НДСВ) с 35,64%.
- 2003 – Милчо Лалов Въков (БСП) печели на първи тур с 54% срещу Венизел Тропоцелов (НДСВ).
- 1999 – Милчо Лалов Въков (БСП) печели на първи тур с 58% срещу Александър Попов (ОДС – СДС, Народен съюз, БСДС).
- 1995 – Александър Фирков (Предизборна коалиция БСП, БЗНС Александър Стамболийски, ПК Екогласност) печели на първи тур с 58% срещу Вилим Томов (Коалиция СДС, Народен съюз).

### Общински съвет

#### 2019
| Партия или сдружение | Партия или сдружение | 2019 |
| -------------------- | -------------------- | ---- |
|                      | БСП                  | 6    |
|                      | ГЕРБ                 | 5    |

#### 2011
| Партия или сдружение | Партия или сдружение | 2011 |
| -------------------- | -------------------- | ---- |
|                      | БСП                  | 8    |
|                      | ГЕРБ                 | 4    |
|                      | СДС                  | 1    |

## Транспорт
През общината преминават частично 2 пътя от Републиканската пътна мрежа на България с обща дължина 34.5 km:
- последният участък от 20,2 km от Републикански път II-12 (от km 7,2 до km 27,4);
- началният участък от 14,3 km от Републикански път III-122 (от km 0 до km 14,3).

## Топографска карта
- Лист от карта L-34-142. Мащаб: 1 : 100 000.